# Trumbo (film)
A Trumbo Jay Roach filmrendező 2015-ben bemutatott életrajzi filmdrámája a hollywoodi tizek talán legismertebb tagja, Dalton Trumbo amerikai filmes, Oscar-díjas forgatókönyvíró életének legnehezebb, feketelistás időszakáról a mccarthysta kommunistaellenes boszorkányüldözés korszakában. A film Trumbo életének körülbelül 1947-től 1961-ig tartó szakaszát dolgozta fel.
John McNamara a forgatókönyvet Bruce Cook Dalton Trumbo (1964) című életrajzi műve alapján írta.
A film kritikai visszhangja általában kifejezetten kedvező volt. Két díjat és még több jelölést könyvelhetett el különféle rangos amerikai és külföldi fesztiválok, szervezetek részéről. A címszereplő Bryan Cranstont Oscar-díjra is jelölték a legjobb férfi főszereplő kategóriában 2015-ben.
Kritikusainak egy része viszont figyelmen kívül hagyta, hogy a Trumbo filmdráma és nem dokumentumjátékfilm, és kifogásolta a film leegyszerűsítéseit, pontatlanságait, tévedéseit, holott ezek inkább a játékfilm dramaturgia logikáját követve a film érdekességét, fordulatosságát szolgálták. Ami világosan látható például a több valós személy vonásainak egyesítéséből megalkotott karakter, Arlen Hird és Buddy Ross szerepeltetéséből is. Mások nehezményezték a kor felhánytorgatását, és lényegében arra az álláspontra helyezkedtek, hogy Trumbo, a hollywoodi tizek és a több ezer feketelistás voltaképpen megérdemelte a sorsát.

## Szereplők
- Dalton Trumbo – Bryan Cranston (Csankó Zoltán)
- Edward G. Robinson – Michael Stuhlbarg (Rátóti Zoltán)
- Rocco – David Maldonado
- Sam Wood – John Getz (Barbinek Péter)
- Cleo Trumbo – Diane Lane (Bertalan Ágnes)
- Niki Trumbo – Elle Fanning (Tamási Nikolett)
  - Niki (8-11 évesen) – Madison Wolfe (Csikos Léda)
- Chris Trumbo (29 évesen) – John Mark Skinner
  - Chris (6-10 évesen) – Toby Nichols (Kadosa Patrik)
  - Chris (10-12 évesen) – Mitchell Zakocs (Nagy Gereben)
  - Chris (13-17 évesen) – Mattie Liptak (Nagy Gereben)
- Mitzi Trumbo (6-8 évesen) – Meghan Wolfe (Szűcs Anna)
  - Mitzi (9-12 évesen) – Becca Nicole Preston (Szűcs Anna)
- Vendég – Laura Flannery
- Hedda Hopper – Helen Mirren (Kiss Mari)
- John Wayne – David James Elliott (Sarádi Zsolt)
- Alvah Bessie – Mark Webster
- Rally Participant – Joseph S. Martino
- Fiatal apa – Jason Bayle
- J. Parnell Thomas – James DuMont (Törköly Levente)
- Ian McLellan Hunter – Alan Tudyk (Rába Roland)
- Arlen Hird – Louis C.K. (Gémes Antos)
- Roy Brewer – Dan Bakkedahl (Fazekas István)
- Louis B. Mayer – Richard Portnow (Cs. Németh Lajos)
- Buddy Ross – Roger Bart (Harmath Imre)
- Robert Stripling – Johnny Sneed (Zöld Csaba)
- Riporter – Rio Hackford
- Riporter – Dane Rhodes
- Robert Kenny – Peter Mackenzie (Dózsa Zoltán)
- Foreman bíró – John Neisler
- Jeff Krandall – Sean Bridgers
- Börtönőr – J.D. Evermore
- Börtönőr – P.J. Marshall
- Virgil Brooks – Adewale Akinnuoye-Agbaje (Szikszai Rémusz)
- Frank King – John Goodman (Papp János)
- Hymie King – Stephen Root (Borbiczki Ferenc)
- Mover – Jason Kirkpatrick
- Szomszéd – Wayne Pére
- Messenger – A.J. Allegra
- Kirk Douglas – Dean O'Gorman (Simon Kornél)
- Andrew Hird – Garrett Hines (Márkus Sándor)
- Niki barátja – Chris LeBlanc
- Újságíró – Ron Fassler
- Otto Preminger – Christian Berkel (Kardos Róbert)
- Edward „Ed” Muhl – Mark Harelik
- Tévériporter – Jim Gleason
- John F. Kennedy elnök – Rick Kelly
- DC riporter – Billy Slaughter
- Műsorvezető – Griff Furst
- Gregory Peck hangja –  (Jakab Csaba)
- Crassus (a Spartacusban) – Laurence Olivier (Kulka János)
- Varinia (a Spartacusban) – Jean Simmons (Györgyi Anna)

## Történet
A második világháború után a nyugati szövetségesek hamarosan szembefordultak a Szovjetunióval, és megkezdődött a hidegháború hosszú korszaka. Ennek következtében nem sokkal ezután kémvadászat ürügyén valóságos hajsza indult az amerikai kommunisták és szimpatizánsok ellen. A filmszakmában a dicstelen vezető szerepet ebben Hedda Hopper egykori színésznőből lett filmes újságíró és John Wayne, a népszerű, híres színész töltötte be. Elsősorban ők tüzelik erre az amerikai filmesek szövetségét is.
Dalton Trumbo, az ismert baloldali elkötelezettségű amerikai író Hollywood legjobban fizetett forgatókönyvírója volt különösen a MGM legújabb szerződésének aláírása után. Azonban barátainak rendezett kertipartiját megzavarja három állami hivatalnok érkezése, akik idézést hoztak a Kongresszus Amerikaellenes Tevékenységet Vizsgáló Bizottságától. Ekkoriban több más filmes, köztük Trumbo több barátja is kapott ilyen idézést. Trumbonál illetve Edward G. Robinsonnál, vagyonos színész barátjuknál gyűlnek össze az érintettek a lehetséges következményeket latolgatva, és körülbelül helyesen becsülik meg a rájuk váró megpróbáltatásokat, a meghurcoltatást, és esetleg börtönt is. De abban bíznak, hogy a liberális többségű Legfelsőbb Bíróság az első alkotmánymódosítás alapján végül majd felmenti őket. Közben a stúdió felbontja Trumbo szerződését. Valamennyien egyre nehezebb anyagi helyzetbe kerülnek. Edward G. Robinson eladja egyik értékes képét, hogy támogassa a nélkülözőket illetve finanszírozhassák a költséges jogi eljárást.
A kipellengérezett filmesek, Trumbo is szembesül vele, hogy az emberek mennyire fogékonyak a propagandára, így a velük szemben indított uszítókampányra is. Jól kivehető, hogy mindenki más okból támogatja az ellenük folytatott hajszát. A republikánus párt szélsőjobboldala a demokratapárti liberálisok ellen akarja felhasználni, kikkel barátkoztak éveken, évtizedeken át. A gyengébb képességű színészek, forgatókönyvírók, más filmesek saját karrierjük továbblendítését remélik a tehetségesebbek eltüntetésétől. Egyeseket, mint például Ronald Reagant a politikai karrierjük megalapozása vezérel. A stúdiók tulajdonosai főként a díszletmunkások és más filmipari dolgozók bérharcának és sztrájkjának szervezőit, támogatóit szeretnék minél távolabb tudni Hollywoodtól. Sokan hazafiasságuk ingyenes reklámozására látták meg a kiváló lehetőséget. Megint másokat egyszerű bosszú vagy irigység motivált. De ami talán a legszomorúbb, a hatalomnak való primitív megfelelni vágyás.
Ám sok színész kiáll az üldözött kollégáik, a későbbi sok ezernyi feketelistás mellett. 
Mint például Danny Kaye, Humphrey Bogart és felesége, Lauren Bacall vagy Gregory Peck.
Mivel az Amerikaellenes Tevékenységet Vizsgáló Bizottság előtt nem hajlandók válaszolni a meggyőződésükre és ismerőseik, barátaik nézeteire, esetleges kommunista párttagságára vonatkozó kérdésekre, a Kongresszus megsértése vádjával mind a tízüket bíróság elé állítják és börtönbüntetésre ítélik. A legrosszabbkor jön a hír Frank Murphy halála után Wiley Rutledge bíró haláláról is, amivel a liberális többség megszűnt a Legfelsőbb Bíróságon. Így az első alkotmánykiegészítésre hivatkozó fellebbezésüket elutasították. Még a tüdőrákos, fél tüdővel vegetáló Arlen Hirdnek is be kell vonulnia a börtönbe.
Trumbo a börtönben is szembesül az országos propaganda hatékonyságával. Még az írástudatlan fekete rabtársa is ellenségesen viszonyul hozzá és csak lassan enged fel. A börtönben a rádióközvetítésből hallgatják végig barátjuk, Edward G. Robinson árulását a Bizottság előtti kihallgatásán.
Kiszabadulása után Trumbo kénytelen feladni korábbi otthonukat, és szolidabb környékre költözni. Fenyegető leveleket kap és egyéb ellenséges lépéseket tapasztal az új szomszédságtól is. Gondoskodnia kellene a családjáról, de a feketelista miatt nem dolgozhatna a filmszakmában. Néhány forgatókönyvet azonban sikerül mások segítségével azok neve alatt eladnia. A  Római vakáció hatalmas siker lett, sőt Oscar-díjat is kap, de egyelőre mindenki Ian McLellan Hunter forgatókönyvírónak tulajdonítja a sikert, akit Trumbo kért fel, adja a nevét a forgatókönyvhöz. Végül a King-testvérek stúdiójánál találnak biztosnak látszó hosszútávú megélhetést. Ebből kiindulva Trumbo valóságos kis forgatókönyvíró szövetkezetet szervez B-kategóriás filmek forgatókönyveinek tömeggyártására bevonva a tízek többi tagját sőt más feketelistásokat is. A vállalkozás biztosítja a megélhetésüket, de az állandó megfeszített tempó kikezdi az egészségét. A fürdőkádban ücsörögve írja egymás után a forgatókönyveket, mellette rengeteg whiskeyt és gyógyszert fogyaszt. Aggodalmai miatti idegessége folytán csaknem megromlik a kapcsolata családjával is, de felesége és gyermekei némi veszekedéstől eltekintve rendületlenül kitartanak mellette. Némi zavart okoz, hogy a Trumbo forgatókönyve alapján készült Római vakáció, majd A bátor című film is elnyerte a Legjobb forgatókönyvért járó Oscar-díjat, és az egész ország találgatja, ki lehet a Robert Rich álnév mögött. Hedda Hopper és társai őrjöngenek, mikor a szárnyra kelt pletyka a fülükbe jut, hogy éppen Trumbo. Közben tüdőrákja következtében meghal Arlen Hird.
Trumbót Kirk Douglas keresi fel a Spartacus majd Otto Preminger az Exodus forgatókönyvének megírására. Trumbo ravasz trükkel azt sugallja Kirk Douglasnek és Premingernek, hogy a másik arra készül, hogy a filmen feltüntesse Trumbo nevét. Valójában ezt Preminger egyik indulatos megjegyzésére alapozta, ami szerint a forgatókönyv aktuális változata olyan rossz, hogy ha az is marad, kénytelen lesz kiírni Trumbót hogy ő vigye el a balhét a bukásért. Végül a Spartacus és az Exodus sikere és a bojkottfelhívások sikertelensége folytán a feketelista végképp ellehetetlenül. A kegyelemdöfést a feketelistának az adja meg, hogy Kennedy elnök is megnézte a Spartacust, és a moziból távozva elismerően nyilatkozik a várakozó sajtónak.
Tumbo mégis keserűen beszél a feketelista miatt nyomorba döntött, szétdúlt családok, halálba, jobb esetben csak emigrációba kergetett emberek miatt. És rámutat, hogy üldözőik, a Bizottság a meghirdetett célokkal ellentétben egyetlen összeesküvést sem lepleztek le, egyetlen kémet sem fogtak. Csak milliószám pocsékolták az adófizetők dollárjait. De még a kivitelezésben is pancserok voltak, hisz még őt, az egyik fő célpontot sem tudták valójában eltávolítani a filmszakmából.

## Díjak és jelölések
- 2016 – Palm Springs-i Nemzetközi Filmfesztivál – Spotlight-díj – színész kategóriában: Bryan Cranston
- 2016 – Amerikai Írók Céhének Paul Selvin-díja – John McNamara (forgatókönyvíró)

Néhány fontosabb jelölésː
- 2016 – BAFTA-díj – Legjobb férfi alakítás: Bryan Cranston
- 2016 – Golden Globe-díj – Legjobb női mellékszereplő: Helen Mirren
- 2016 – Golden Globe-díj – Legjobb színész – drámai kategória: Bryan Cranston
- 2016 – Oscar-díj – Legjobb férfi alakítás: Bryan Cranston

## Érdekességek
- Arlen Hird kitalált személy. Az alkotók némileg Trumbós dramaturgiai fortéllyal úgy oldották meg, hogy a történet ne ágazzék szerte-szét, híguljon fel a tizek (főszereplőként) viszonylag nagy számú tagja mentén, hogy ötüket egy személlyé gyúrták össze. Ezek Samuel Ornitz, Alvah Bessie, Albert Maltz, Lester Cole és John Howard Lawson. Közülük Ornitz halt meg rákban 1957-ben. Más életrajzi adatok leginkább Alvah Bessiere illenek.[10] Viszont az összejöveteleken, csoportképen – többségük megnevezés, azonosítás nélkül – ennek ellenére Trumboval és Hirddel együtt tízen láthatók a felvételeken. Illetve megjelenik megnevezve vagy azonosítható módon külön Alvah Bessie is.

A filmben Trumbo és a többi feketelistás inkább tűnik a szegényekkel, elesettekkel együttérző, idealista humanistának, mint valódi, hithű marxista-leninistának. Kivétel furcsamód éppen Arlen Hird, holott a mögötte álló öt valódi személyre ez ugyanúgy elmondható, mint Trumbora vagy a többiekre.
- Buddy Ross szintén több más személyből összegyúrt karakter. Olyan producerek, akik  támogatták a hisztériát, holott korábban szoros munkakapcsolatban voltak az érintettekkel. Mint például Dore Schary és Walter Wanger producerek.
- Érdekes módon fel sem merült, hogy a Hollywoodban az előző tíz évben megszületett filmek tartalma alapján kellene/lehetne összeállítani a kommunista vagy szimpatizáns gyanúsítottak listáját, holott a vádak alapján logikusan ez egyenesen adódott volna. Ami azt mutatja, hogy maguk a vádlók sem hittek a vádakban. A filmből azonban nem derül ki világosan, mit is akart Trumbo azzal, hogy a Bizottság előtt a korábbi filmjeinek forgatókönyveivel jelent meg.
- Furcsa módon a Szovjetunióhoz és Kelet-Európához hasonlóan az amerikaiak is lassan vonták le azt a következtetést, hogy éppen a tehetséges kívülállók képesek visszatetsző, ellenhatást kiváltó túlzások nélkül akár nézeteikkel nem egyező témákban nézhető sőt sikeres filmeket készíteni. Holott ez az időszak a filmszakma egyéb gazdasági okból is kritikus időszaka volt. A mozilátogatók száma erősen visszaesett.
- A film végén futó feliratok mellett eredeti fotók jelennek meg Trumbo és néhány szereplő életéből, valamint egy rövid interjú részlet Trumbóval.
- Ifjúkora városában, Grand Junctionben évekkel halála után Trumbo egy szobrot kapott a Fő utcán (Main Streeten) az Avalon Színház előtt, amely egy híres fotója nyomán a fürdőkádban ülve ábrázolja amint egyik forgatókönyvét írja.

## Hasonló
- A jónevű senki, avagy a stróman (The Front, 12 év, amerikai vígjáték, 95 perc, 1976, rendezte: Martin Ritt)
- Feketelistán (Guilty By Suspicion, francia-amerikai filmdráma, 105 perc, 1991, rendezte: Irwin Winkler)
- Jó estét, jó szerencsét! (Good Night, and Good Luck, 12 év, amerikai filmdráma, 90 perc, 2005, rendezte: George Clooney)